# 공용징수
공용징수(公用徵收, expropriation)란 공익사업을 위해 개인의 재산권을 강제적으로 취득하는 법률 제도를 말한다. 민법에서는 공용징수, 행정법에서는 공용수용라고 부른다. 공용징수에 의해 공익사업의 주체는 원시적으로 권리를 취득하고 피징수자의 권리는 소멸한다.